# Carlo Artuffo
Carlo Artuffo (Asti, 26 giugno 1885 – Trofarello, 11 giugno 1958) è stato un attore italiano.

## Biografia
Carlo Artuffo nacque ad Asti nel 1885, da una famiglia di modesta condizione sociale. Iniziò giovanissimo ad esibirsi nella sua città natale, e contemporaneamente intraprese la carriera di pittore. Per la sua carriera di attore, fu decisivo l'incontro con Mario Casaleggio, con cui riscosse un grande successo esibendosi al Teatro Rossini di via Po. Nello stesso teatro, iniziò ad esibirsi anche la figlia Nina.

Il suo repertorio era occupato in gran parte dalla commedia in lingua piemontese, ma questo non gli impedì di comparire in alcuni film a cavallo degli anni trenta e quaranta.

Morì a Trofarello nel 1958. Nel 1988, in occasione dei 30 anni dalla morte, il comune gli dedicò una via.

## Filmografia
- Pietro Micca, regia di Aldo Vergano (1938)
- Tre fratelli in gamba, regia di Alberto Salvi (1939)
- Troppo tardi t'ho conosciuta, regia di Emanuele Caracciolo (1939)
- L'ultimo combattimento, regia di Piero Ballerini (1941)
- Margherita fra i tre, regia di Ivo Perilli (1942)